# 9897 Малерба
9897 Малерба (9897 Malerba) — астероїд головного поясу, відкритий 14 лютого 1996 року.
Тіссеранів параметр щодо Юпітера — 3,613.